# Danelaw
Danelaw (del inglés antiguo: Dena lagu o «[Tierra] bajo ley danesa» y en danés: Danelagen) es el nombre que se le dio a una región existente en la parte noreste de Inglaterra bajo el control de vikingos daneses desde finales del siglo IX hasta principios del XI. El término también se utiliza para describir el sistema de términos legales y de definiciones establecidos entre Alfredo el Grande y el vikingo Guthrum el Viejo después de su derrota en la batalla de Edington en 878. Alrededor del año 886 se firmó el tratado de Alfredo y Guthrum fijando los límites de sus reinos y tomando ciertas disposiciones para las relaciones entre ingleses y daneses.

## Geografía
El área ocupada por el Danelaw era cercana a una línea dibujada al norte entre Londres y Chester. Cinco ciudades fortificadas llegaron a ser particularmente importantes en el Danelaw: Leicester, Lincoln, Nottingham, Stamford y Derby, delineando ampliamente el área ahora llamada Tierras Medias del este.

## Historia

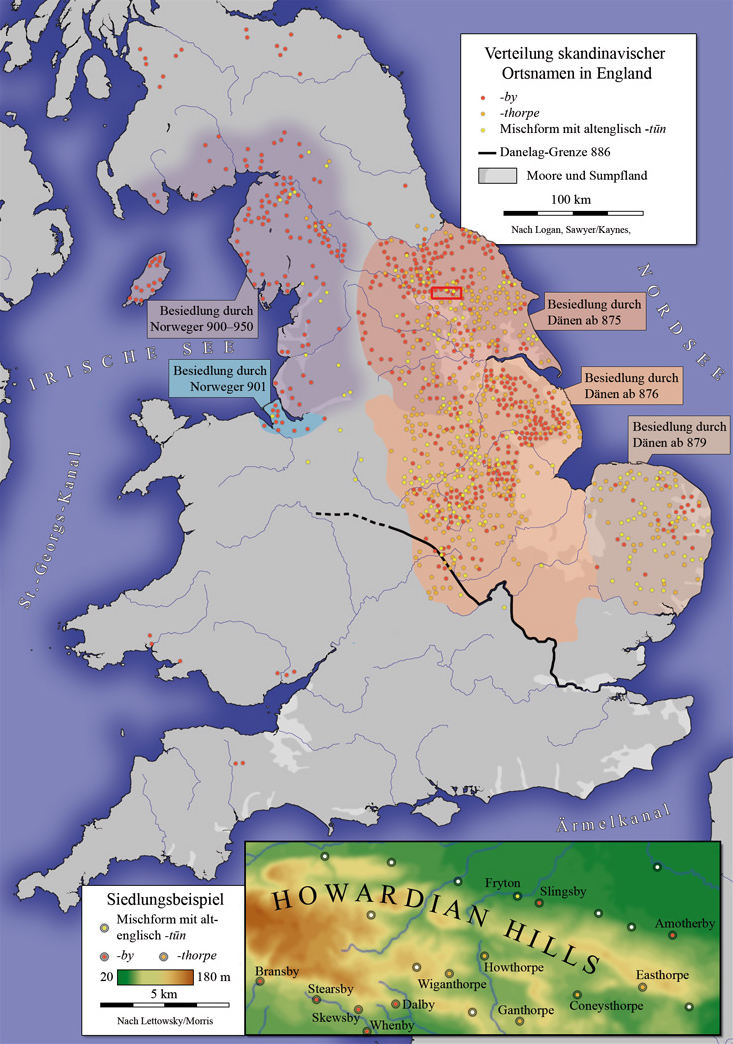
Los asentamientos escandinavos en Inglaterra

Tras una primera serie ataques vikingos inaugurada por el asalto a la abadía de Lindisfarne en el año 793, ya mediado el siglo IX los vikingos daneses empezarían a hacer acompañar sus asaltos a las costas de las islas británicas con el traslado allí de colonos de la misma procedencia, dando inicio al crecimiento de una serie de asentamientos poblacionales daneses en Gran Bretaña.
Se suele considerar como primer asentamiento danés en Inglaterra el producido en el año 865, cuando los hermanos Halfdan Ragnarsson e Ivar el Deshuesado lideraron un movimiento militar y de conquista conocido como el gran ejército pagano. Pronto se movieron al norte y en 867 ocuparon Northumbria y su capital, York, derrotando al rey recientemente depuesto Osberht de Northumbria, así como al usurpador Ælle. Los daneses entonces colocaron al inglés, Ecgberht de Northumbria, en el trono de Northumbria como monarca títere. En respuesta a esta invasión danesa, el rey Etelredo I de Wessex y su hermano, Alfredo el Grande, condujeron a su ejército contra los daneses en Nottingham, pero los daneses rechazaron dejar sus fortalezas. El rey Burgred de Mercia entonces negoció la paz con Ivar, con los daneses en Nottingham a cambio de dejar el resto de Mercia tranquilo.
Los daneses bajo el poder de Ivar el Deshuesado continuaron su invasión en 870 derrotando al rey Edmund en Hoxne y conquistando así Estanglia. De nuevo, los hermanos Etelredo y Alfredo procuraron detener a Ivar atacando a los daneses, esta vez en Reading. Sin embargo, fueron repelidos con fuertes consecuencias y pérdidas. Fueron perseguidos por los daneses, pero el 7 de enero de 871, Etelredo y Alfredo derrotaron a los daneses en la batalla de Ashdown. Los daneses se retiraron a Basing (en Hampshire), donde Etelredo fue atacado y, seguidamente, derrotado.
Poco después de eso, el 23 de abril de 871, el rey Etelredo murió y Alfredo lo sucedió como rey de Wessex. Sin embargo, su ejército era débil y tuvo que a pagar tributo a Ivar para hacer las paces con los daneses. Durante esta paz, los daneses se desplazaron al norte y atacaron Mercia, en una campaña que duraría hasta 874. El líder danés, Ivar, y el gobernante de Mercia, Burgred, morirían durante esta campaña, siendo sucedido Ivar por Guthrum, que acabó la campaña contra Mercia. Los daneses mantuvieron durante diez años el control ganado sobre Estanglia, Essex, Northumbria y Mercia, dejando solamente Wessex para oponerse.
Guthrum y los daneses rompieron paz con Wessex en 876, cuando capturaron las fortalezas de Wareham y de Exeter al año siguiente. Alfredo puso sitio a los daneses, que se vieron forzados a entregarse después de que sus refuerzos se perdieran durante una tormenta. Dos años más adelante, Guthrum atacó de nuevo a Alfredo, esta vez sorprendiéndolo y atacándolo mientras estaba en Chippenham, Wiltshire. El rey Alfredo fue salvado cuando las fuerzas en la colina de Countisbury destruyeron al ejército danés que venía por la retaguardia. Alfredo tuvo que ocultarse por un tiempo, volviendo en 878 para convocar un ejército y atacar a Guthrum en Edington. Derrotaron y expulsaron a los daneses a Chippenham, a la que el rey Alfredo puso sitio y pronto los forzó a entregarse. Como término de la entrega, el rey Alfredo exigió que Guthrum fuese bautizado como un cristiano, cosa que hizo (con el rey Alfredo como su padrino).
Esta paz duró hasta 884, cuando Guthrum atacó de nuevo Wessex. Lo derrotaron, con Guthrum y Alfredo conviniendo la paz a través del Tratado de paz entre Alfredo y Guthrum. El tratado estableció los límites del Danelaw y permitió autodeterminación danesa en la región. El Danelaw representó una consolidación del poder para Alfredo; la conversión subsecuente de Guthrum al cristianismo subraya la significancia ideológica de este cambio en el equilibrio del poder.
Las razones de estas olas de inmigraciones son complejas y asociadas a la situación política de Escandinavia en aquel momento; por otra parte, ocurrieron en un momento en que las fuerzas vikingas también establecían su presencia en las Hébridas, en las Orcadas, las Islas Feroe, en Islandia, en Rusia, Bielorrusia y Ucrania (véase el Rus de Kiev).
El Danelaw se fue erosionado gradualmente por las ofensivas anglosajonas en años posteriores. Eduardo el Viejo (r. 899-924) incorporó más adelante el Danelaw a su reino; su triunfo en la batalla de Tettenhall fue decisivo, pero efímero, pues el vacío de poder entre los daneses del norte tras la muerte de sus reyes Eowils y Halfdan atrajo la atención de los vikingos de la dinastía hiberno-nórdica de los Uí Ímair del entonces poderoso reino de Dublín abriendo otro capítulo, desde 914 hasta 954, de las conquistas vikingas en Inglaterra.

## Cohabitación
El Danelaw se convirtió en un curioso factor positivo de cohabitación entre las comunidades vecinas de anglosajones y escandinavos. Por ejemplo, la aplicación del wergeld con formas locales de reparación, un método compensatorio frente a un contencioso legal. Otros muchos conceptos legales eran también aptos para la convivencia, pues ampliaban los existentes; el wapentake vikingo, concepto de división territorial en el Danelaw, era perfectamente compatible con el hundred. El yacimiento arqueológico de Walkington Wold como plaza de ejecución y cementerio al este de Yorkshire, sugiere cierta continuidad en las prácticas judiciales.

## Los cinco burgos de Danelaw
Tras devastar ampliamente Inglaterra, el ejército vikingo bajo el mando de Ivar el Deshuesado pasó el invierno de 874 en Repton, donde el rey Burgred de Mercia fue incapaz de desalojarlos de su reino y finalmente lograron expulsarle. Ceolwulf II de Mercia fue impuesto como títere de los vikingos que regresaron en el 877 y procedieron a la partición del reino de Mercia: el oeste bajo el reinado de Ceolwulf II, mientras que en el este el ejército danés inició los trabajos de las cinco ciudades fortificadas (o burgos) para proteger a los nuevos colonos escandinavos, con el objetivo de mantener sus propias leyes y costumbres.
Cada uno de los burgos estaba gobernado por un jarl que controlaba las tierras circundantes al burh fortificado, que servía como centro de poder político. Los gobernadores probablemente dependieron en sus inicios de los señores del reino vikingo de Jorvik y mandaban sus ejércitos de forma independiente, pero a menudo bajo alianzas con sus vecinos escandinavos. Por otro lado, al margen de los cinco burgos, hubo cierto número de enormes asentamientos daneses al sur, que incluían Northampton y Bedford que compartían el mismo perfil.